# Челюсти 3
«Че́люсти 3» (англ. Jaws III, Jaws 3-D) — американский хоррор 1983 года триллер режиссера Джо Алвеса с Деннисом Куэйдом, Бесс Армстронг, Леа Томпсон и Луисом Госсетом-младшим в главных ролях. Фильм следует за детьми Броди из предыдущих фильмов в аквапарке во Флориде с подводными туннелями и лагунами. Когда парк готовится к открытию, молодая большая белая акула проникает в парк с моря, по-видимому, нападая и убивая сотрудников парка. Однако, как только акула поймана, становится очевидным, что вторая, гораздо более крупная акула, которая также вошла в парк, была настоящим преступником.
Фильм использовал 3D во время возродившегося интереса к этой технологии в 1980-х годах, среди других фильмов ужасов, таких как Пятница 13-е Часть 3 и Амитивилль 3-D. Зрители кино могли носить одноразовые картонные поляризованные 3D-очки, чтобы создать иллюзию того, что элементы выступают из экрана. Несколько кадров и последовательностей были разработаны, чтобы использовать этот эффект, например, уничтожение акулы. Поскольку 3D был неэффективен в домашнем просмотре до появления 3D-телевизоров в конце 2000-х годов, альтернативное название Челюсти 3 используется для телевизионных передач и домашних медиа. Четвёртый фильм, Челюсти 4: Месть, вышел в 1987 году. Фильм получил негативные отзывы от зрителей и критиков. Критиковалась ужасная графика в 3D и игра актёров, но при этом хвалился сюжет и замысел. Но несмотря на отзывы, фильм стал успешен в прокате и собрал почти 88 млн. долларов при бюджете в 20,5 млн. долларов.

## Слоганы
- «A deadly new attraction» («Смертельный аттракцион»)

## Сюжет
Сюжет разворачивается через несколько лет после второй части.
Следуя за ничего не подозревающей командой водных лыжников, большая белая акула входит в Морской мир Орландо через закрывающиеся ворота. Тем временем Флорида объявляет об открытии новых подводных туннелей в парке. Кэтрин «Кей» Морган, старший морской биолог парка, и её помощники замечают, что местные дельфины боятся покинуть загон. Шелби Оверман, механик, ныряет в воду, чтобы починить и запереть ворота. На него нападает акула и убивает, остается только его отрубленная правая рука. Позже той же ночью двое мужчин пробираются в парк и уходят под воду, чтобы украсть кораллы, которые они намереваются продать, акула нападает на них и убивает обоих.
На следующий день Кей и Майкл Броуди узнают об исчезновении Овермана. Они спускаются на подводной лодке, чтобы найти его тело, и во время поиска сталкиваются с более мелкой акулой. Дельфины спасают Кея и Майка, но акула уплывает обратно в парк. Они информируют Кельвина Бушара, управляющего парком, и это вдохновляет его друга-охотника Филипа Фицройса, который заявляет о своем намерении убить акулу по сетевому телевидению. Кей протестует и предлагает поймать акулу и оставить её в неволе, чтобы гарантировать большую известность парку. Акула была успешно поймана, и Кей и её сотрудники вылечили её. Кэлвин, отчаянно пытаясь заставить деньги поступить немедленно, приказывает переместить их на выставку, но акула умирает.
Позже обнаруживают труп Овермана. Осматривая тело, Кей понимает, что акула, убившая его, является матерью первой акулы длиной 35 футов (11 м) и что она тоже должна быть внутри парка. Она смогла убедить Кальвина в этой новейшей разработке, когда сама акула появляется в окне подводного кафе. Акула, выброшенная из своего убежища в фильтрующей трубе, начинает сеять хаос в парке, ранит водного лыжника и вызывает утечку, которая почти топит всех в подводном туннеле. Фитц-Ройс и его помощник Джек спускаются к фильтрующей трубе, пытаясь заманить акулу обратно в ловушку. Фитц-Ройс ведёт акулу в трубу, но его трос внезапно рвётся, и его атакуют и убивают.
Услышав, что акулу заманили в трубу, Майкл и Кей спускаются, чтобы отремонтировать подводный туннель, чтобы техники могли восстановить давление воздуха и слить воду. Кальвин приказывает выключить насос, чтобы задушить акулу, но это действие позволяет ей вырваться из трубы и напасть на Майкла и Кея, но их снова спасают дельфины. Они возвращаются в диспетчерскую, но акула появляется перед окном и разбивает стекло, затопляя комнату и убивая техника. Майкл замечает, что труп Фицройса всё ещё находится в горле акулы с гранатой, и использует изогнутый шест, чтобы вытащить штифт, вызывая взрыв гранаты и убивая акулу. После этого Майк и Кей празднуют вместе с дельфинами, которые пережили битву с акулой.

## В ролях
- Деннис Куэйд — Майкл Броуди
- Луис Госсетт-младший — Келвин Бушар
- Бесс Армстронг — Кэтрин Морган
- Саймон Маккоркиндейл — Филипп Фитцройс
- Лиа Томпсон — Келли Энн Буковски
- Джон Патч — Шон Броди
- Гарри Грант — Шелби Оверман